# Dysdera sciakyi
Dysdera sciakyi är en spindelart som beskrevs av Carlo Pesarini 200. Dysdera sciakyi ingår i släktet Dysdera och familjen ringögonspindlar.
Artens utbredningsområde är Grekland. Inga underarter finns listade i Catalogue of Life.